# Kongsvoll fjellhage
Le Kongsvoll fjellhage est un jardin botanique norvégien situé dans les montagnes du Dovrefjell, dans le hameau de Kongsvoll appartenant à la commune d'Oppdal, comté de Sør-Trøndelag. Ce jardin est spécialisé dans les plantes arctiques et de montagne.

## Histoire
En 1921, la ligne de chemin de fer reliant Dombås à Støren est inaugurée. La gare de Kongsvoll est alors mise en service : les moyens d'accès à ce hameau et station de ski réputée sont alors sécurisés. En 1924, la botaniste norvégienne Thekla Resvoll décide d'installer, juste à côté de la gare, un jardin botanique qui lui servirait de base afin d'étudier l'acclimatation et l'évolution des plantes. Elle y passe tous les ans ses étés, y installant de nouvelles plantes de montagne,.
Appartenant à l'université d'Oslo, le jardin botanique devient, en 1975, la propriété de l'université de Trondheim en même temps qu'est créé une station biologique gérée par le Muséum d'histoire naturelle et d'archéologie de Trondheim.
Le nouveau jardin botanique a été aménagé en 1992 par Simen Bretten. La pierre commémorative en la mémoire de Thekla Resvoll, installée en 1953, a été installée dans le nouveau jardin une fois celui-ci terminé.

## Aménagement
Le jardin est subdivisé en plusieurs espaces.

## Station biologique
Une station biologique a été créée pour les chercheurs et étudiants en biologie avec de petits logements.

## Tourisme
Le jardin est visitable en été, de début juin à fin août.